# Migjen Basha
Migjen Xhevat Basha (ur. 5 stycznia 1987 w Lozannie) – albański piłkarz grający na pozycji pomocnika.

## Wczesne lata
Basha urodził się w Lozannie w rodzinie Kosowian pochodzących z Suvej Reki. We wczesnym dzieciństwie pojechał do miejscowości pochodzenia jego rodziców, by uczyć się albańskiego. Wrócił do rodzinnej miejscowości przed wybuchem wojny w Kosowie, podczas której Suva Reka została zniszczona, a wujek piłkarza zabity.

## Kariera klubowa
Karierę rozpoczął w Lausanne Sports, gdzie grał w latach 2004–2005, po czym w wieku 18 lat przeniósł się do Włoch i rozpoczął grę w AS Lucchese-Libertas, gdzie grał przez dwa lata z przerwą na wypożyczenie do Viareggio. Następnym klubem w piłkarskiej przygodzie Albańczyka było AC Rimini. Po sezonie 2008/2009, zakończonym spadkiem klubu do Serie C1, Basha trafił do Frosinone Calcio, w którym zadebiutował 21 sierpnia 2009 przeciwko Salernitana Calcio 1919. W tym meczu strzelił też pierwszego gola dla nowej drużyny. W czerwcu 2010 Atalanta BC, która spadła z Serie A, wykupiła go z Frosinone. W nowym klubie zadebiutował 21 sierpnia 2010 przeciwko Vicenzy. Basha zagrał w 23 meczach dla zespołu z Bergamo, po czym został wypożyczony do Torino FC. W sezonie 2011/2012 wystąpił w 36 meczach, w których zdobył 2 gole, przyczyniając się do zajęcia 2 miejsca i awansu do Serie A. W lipcu 2012 Torino zdecydowało się wykupić piłkarza z Atalanty za 350 tys. €. W Serie A zadebiutował 26 sierpnia 2012 przeciwko AC Siena. Pierwszą bramkę zdobył 28 października 2012 przeciwko Parmie. W sierpniu 2015 podpisał dwuletni kontrakt z FC Luzern. W lutym 2016 został wypożyczony do końca sezonu do Calcio Como. W sierpniu 2016 przeszedł do AS Bari. W lipcu 2018 trafił do Arisu.

## Kariera reprezentacyjna
Basha grał w młodzieżowych reprezentacjach Szwajcarii, jednakże później zadeklarował chęć gry dla Albanii. W lipcu 2010 złożył dokumenty niezbędne do wydania albańskiego paszportu. Szwajcarski Związek Piłki Nożnej nie zgodził się, by piłkarz grał dla innej reprezentacji niż Szwajcaria. Po tym zdarzeniu poinformował, że już nigdy nie zagra dla kraju, w którym się urodził i chce występować tylko dla Albanii. 21 sierpnia 2012 otrzymał albańskie obywatelstwo, jednakże FIFA nie zezwoliła mu na grę dla Albanii. Pierwszy raz został powołany do reprezentacji Albanii 15 marca 2013 na mecz przeciwko Norwegii, który odbył się tydzień później. 19 marca otrzymał zezwolenie na grę dla albańskiej reprezentacji. Zadebiutował w kadrze we wspomnianym wcześniej wyjazdowym meczu przeciwko Norwegii, który zakończył się zwycięstwem Albanii 1-0. Pierwszego gola dla reprezentacji strzelił 4 dni później, w towarzyskim meczu przeciwko Litwie, który Albania wygrała 4:1. W czerwcu 2016 znalazł się w grupie 23 zawodników powołanych na Euro 2016.

## Życie osobiste
Jego brat Vullnet również jest piłkarzem.